# Anders Hermodsson
Karl Anders Fredrik Hermodsson, född 4 februari 1989, avliden 18 mars 2022 var en svensk utövare av amerikansk fotboll, quarterback i Stockholm Mean Machines och svenska landslaget. 
Inför säsongen 2012 gjorde Carlstad Crusaders en av den svenska amerikanska fotbollens mest spektakulära värvningar då man övertalade Hermodsson att flytta från STU Northside Bulls till Karlstad och bli quarterback i klubben. Han spelade tio A-landskamper, startade samtliga matcher i EM i Tyskland 2010 och fick två MVP-utmärkelser. JEM-silver 2008, ett SM-guld och tre JSM-guld.